# Båtsmanstjärnen, Jämtland
Båtsmanstjärnen är en sjö i Ragunda kommun i Jämtland och ingår i Indalsälvens huvudavrinningsområde. Sjön har en area på 0,0604 kvadratkilometer och ligger 332,9 meter över havet.

## Delavrinningsområde
Båtsmanstjärnen ingår i det delavrinningsområde (700235-149742) som SMHI kallar för Mynnar i Gesunden. Medelhöjden är 335 meter över havet och ytan är 15,07 kvadratkilometer. Räknas de 11 avrinningsområdena uppströms in blir den ackumulerade arean 144,62 kvadratkilometer. Sittån som avvattnar avrinningsområdet har biflödesordning 2, vilket innebär att vattnet flödar genom totalt 2 vattendrag innan det når havet efter 145 kilometer. Avrinningsområdet består mestadels av skog (87 procent). Avrinningsområdet har 0,12 kvadratkilometer vattenytor vilket ger det en sjöprocent på 0,8 procent.